# Chaetogonopteron guizhouense
Chaetogonopteron guizhouense är en tvåvingeart som beskrevs av Yang och Saigusa 2001. Chaetogonopteron guizhouense ingår i släktet Chaetogonopteron och familjen styltflugor.
Artens utbredningsområde är Guizhou (Kina). Inga underarter finns listade i Catalogue of Life.